# Diamesa matuimpedita
Diamesa matuimpedita är en tvåvingeart som beskrevs av Sasa 1989. Diamesa matuimpedita ingår i släktet Diamesa och familjen fjädermyggor. Inga underarter finns listade i Catalogue of Life.